# Шабран
Шабран (на гръцки: Σαμπράν Βράχος) е вторият по височина връх в планината Славянка (Али Ботуш), висок 2195 m. Издига се на главното планинско било, западно от първенеца Гоцев връх, с който се свързва посредством седловина. На изток от него се намира голямо безотточно карстово понижение, известно като Сухото езеро. На север от Шабран се отделя дълъг рид, който достига долината на Голешовската река. Върхът има стръмни склонове. Изграден е от мрамори. Почвите са кафяви горски, рендзини (хумусно-карбонатни) и планинско-ливадни. Склоновете му са обрасли с високопланинска тревна растителност. Срещат се много ендемитни растителни видове. На няколко метра южно от най-високата точка на върха, преминава държавната граница между България и Гърция.
Основен изходен пункт за изкачването на Шабран е хижа Извора над село Петрово, бивша гранична застава. По време на Възродителния процес върхът е преименуван на Овчарец, но това име не успява да се наложи и е неизвестно на туристите и местните хора.